# Kirchenname
Unter einem Kirchennamen (oder in der Onomastik fachsprachlich: Ekklesionym) wird die Bezeichnung verstanden, unter der ein Sakralbau, Kirchengebäude in der Öffentlichkeit wahrgenommen wird. Die Benennung von Kirchen erfolgt dabei konfessionell unterschiedlich.

## Katholisch und Orthodox
Katholischer- und orthodoxerseits ist der Kirchenname in der Regel identisch mit dem Patrozinium der Kirche, also dem Namen des Heiligen oder dem heilsgeschichtlichen Ereignis, dem das Gebäude geweiht wurde. Der Heiligenname steht dabei oft im Genitiv: St. Marien, St. Nicolai.

## Evangelisch
Evangelische Kirchen, die aus der Zeit vor der Reformation stammen, tragen meist bis heute den alten Heiligennamen. Oft werden sie aber auch nach dem Ort genannt, in dem sie stehen. Kirchen, die bereits als evangelische Gotteshäuser gebaut wurden, heißen oft Christuskirche. Daneben gibt es Benennungen nach biblischen Personen (Propheten, Apostel etc.) oder biblischen Orten (Bethlehem, Jerusalem etc.), oder die Namen der Reformatoren (Martin Luther, Zwingli etc.) oder wichtiger Theologen (Paul Gerhardt, Dietrich Bonhoeffer etc.) sind namensgebend.

## Andere Benennungen und Zusammenhänge
Meist unabhängig von der Konfession sind Kirchennamen aufgrund der Funktion oder ihrer Lage benannt, zum Beispiel Friedhofskirche, Stadtkirche oder Waldkirche. Oftmals wurde im Mittelalter aus dem Kirchennamen der Name für die ganze Ortschaft abgeleitet, entweder in Form des Patroziniums oder aber der Endung -kirchen.